# Lapovo
Lapovo (serbocroata cirílico: Лапово) es un municipio y villa de Serbia perteneciente al distrito de Šumadija del centro del país.
En 2011 tenía 7837 habitantes, de los cuales 7147 vivían en la villa y el resto en el área rural conocida como Lapovo Selo. Casi todos los habitantes son étnicamente serbios.
Se conoce su existencia desde el siglo XII en documentos de Esteban Nemanja. Adquirió estatus de villa en 1896.
Se ubica a orillas del río Gran Morava unos 20 km al noreste de Kragujevac, sobre la carretera A1 que une Belgrado con Niš.